# Haddiscoe
Haddiscoe – wieś w Anglii, w hrabstwie Norfolk, w dystrykcie South Norfolk. Leży 25 km na południowy wschód od Norwich i 163 km na północny wschód od Londynu.
Miejscowość liczy 481 mieszkańców.
Położona jest w sąsiedztwie obszaru chronionej przyrody The Broads.